# アゾフ海
アゾフ海（アゾフかい、ウクライナ語: Азовське море；ロシア語: Азовское море；クリミア・タタール語: Азакъ денъизи）は、ケルチ海峡によって黒海の北端と結ばれている内海である。

## 地理

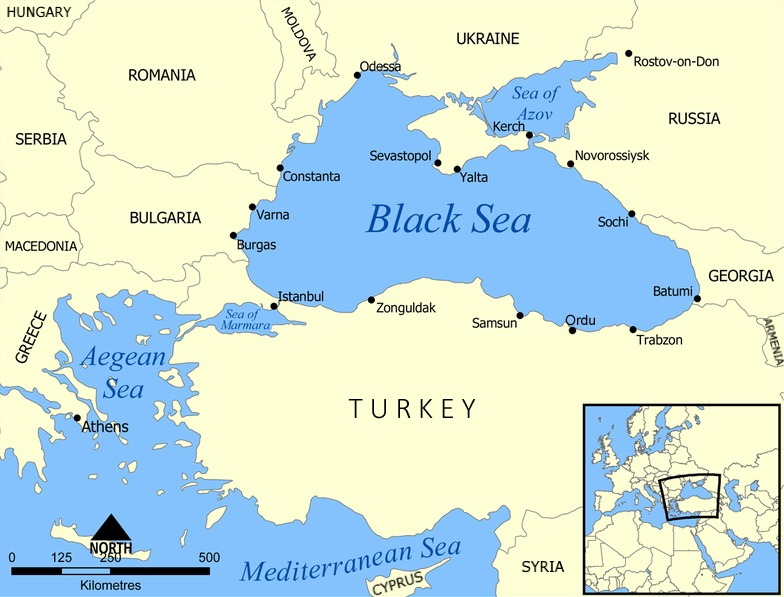
黒海の周辺地図。アゾフ海は、黒海の北東の奥まった場所。

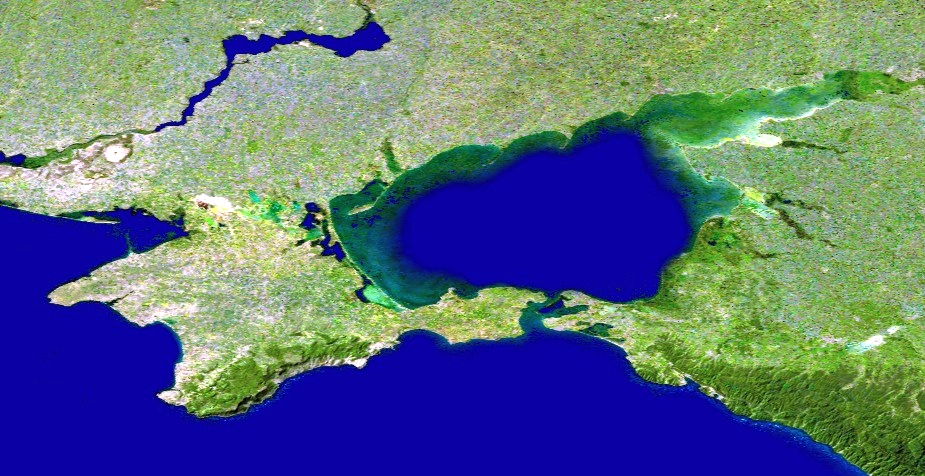
アゾフ海（中央） 西はクリミア半島。南の黒海と結ぶケルチ海峡も見える。

アゾフ海の大きさは東西340 km、南北135 km、面積37,555 km2である。西岸に約110 kmにわたって伸びているアラバト・スピットと呼ばれる砂洲が見られる。アゾフ海の主要な海流は反時計周りに、渦を巻く流れである。
東のタマン半島、西のクリミア半島に挟まれており、ケルチ海峡によって黒海と結ばれている状態である。黒海自体も閉鎖性の高い海域だが、このような地理条件のアゾフ海は非常に閉鎖性の高い海域と言える。このような閉鎖性の高い海域は、一般に海水が交換され難いために、一旦汚染されると回復は簡単でない。アゾフ海でも海洋汚染は重大な問題の1つである。
アゾフ海へと流れ込む主要な河川の1つであるドン川河口のある北東部は、タガンログ湾と呼ぶ。ドン川以外にアゾフ海へ流れ込む主要河川としてはクバン川が挙げられる。非常に閉鎖性の高い水域であるため、これらの河川によって海洋としては比較的低い塩分濃度が保たれている場所が多い。例外は腐海（ウクライナ語: Сиваш）と呼ばれる湿地であり、この場所は塩分濃度が高い。
閉鎖性の高い海域であるアゾフ海の水の新鮮さは、流入する河川の水の要素も大きく、特にドン川とクバン川の影響は強い。これらの川はまたシルトと呼ばれる土を、上流から運んでくる。アゾフ海は平均して水深が13 mしかない地球上で最も浅い海だが、これらの河川によって運搬されてきたシルトが沈積したタガンログ湾の水深は1 mにも満たない。ただし、アゾフ海で観測される潮の満ち引きは大きく、満潮時には水深5 mに達する所もある。
水深が浅い上に、塩分濃度が低いために、比較的凍り易く、冬期はアゾフ海の大部分が氷に閉ざされる。

## 周辺地域
アゾフ海の北岸はウクライナであり、東岸と西岸はロシア連邦領である。アゾフ海に面する主要な港は、ベルジャーンシク、マリウポリ、ロストフ・ナ・ドヌー、タガンログ、エイスクが挙げられる。また、カスピ海やバルト海などと通じるヴォルガ・ドン運河と、カスピ海につながるクマ＝マヌィチ運河が有る。
この地域には、地下資源として天然ガスや原油が存在するため、これらの採掘が行われてきた。

## 生物相
アゾフ海には、多種類の海洋生物が棲息し、無脊椎動物は300種類以上、魚類は80種類以上を数えた。しかし、これらの中には水産資源と見なされて乱獲されたり、人為的な海洋汚染などのために、種や数の減少が起きた。